# Stadthalle (Heidelberg)

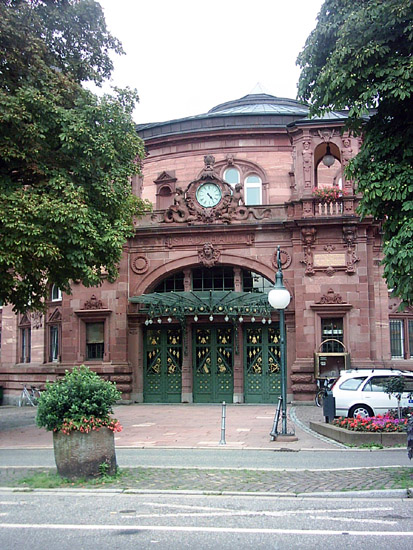
Haupteingang der Heidelberger Stadthalle

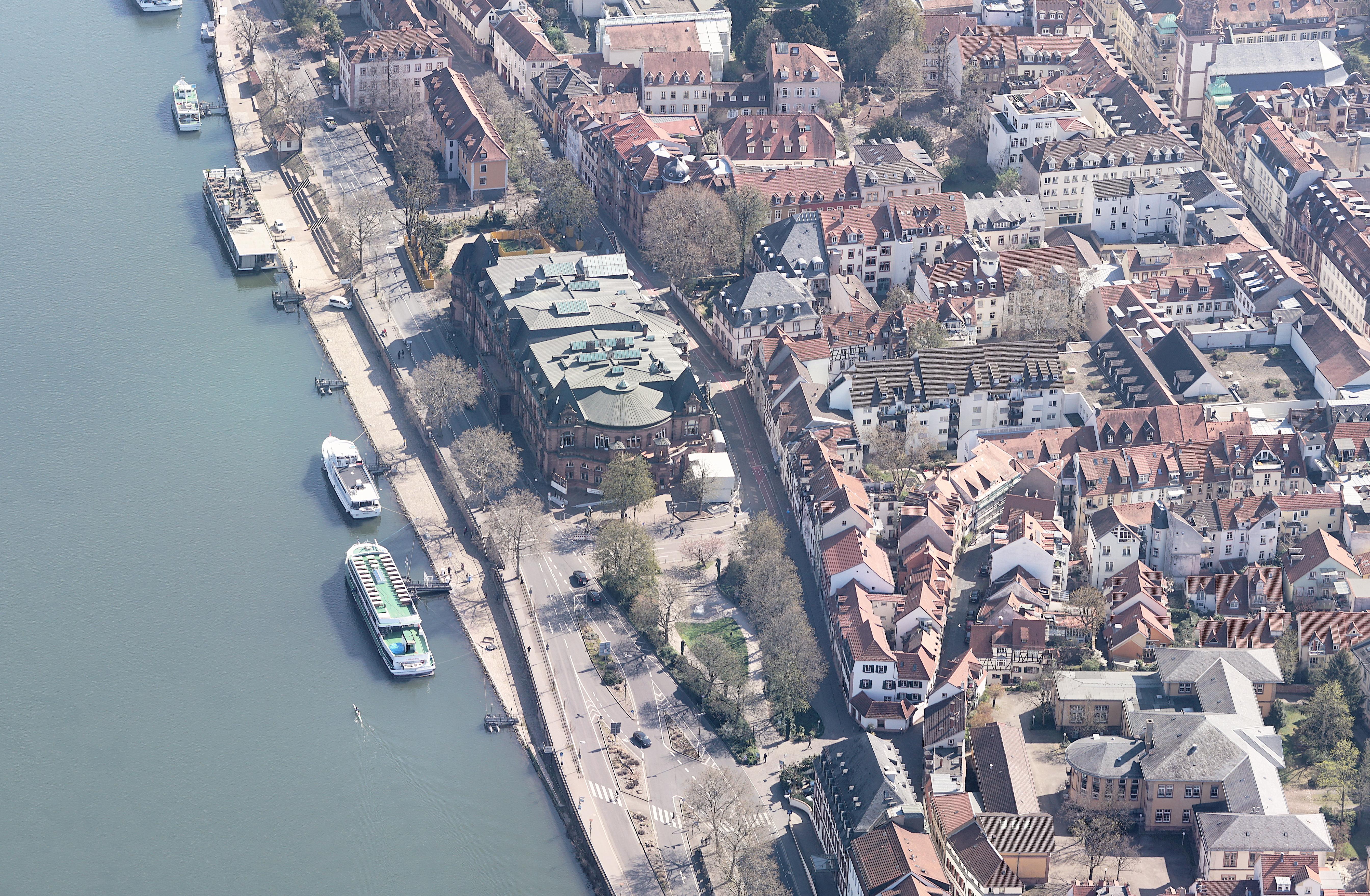
Luftbild der Stadthalle von Heidelberg (Bildmitte links)

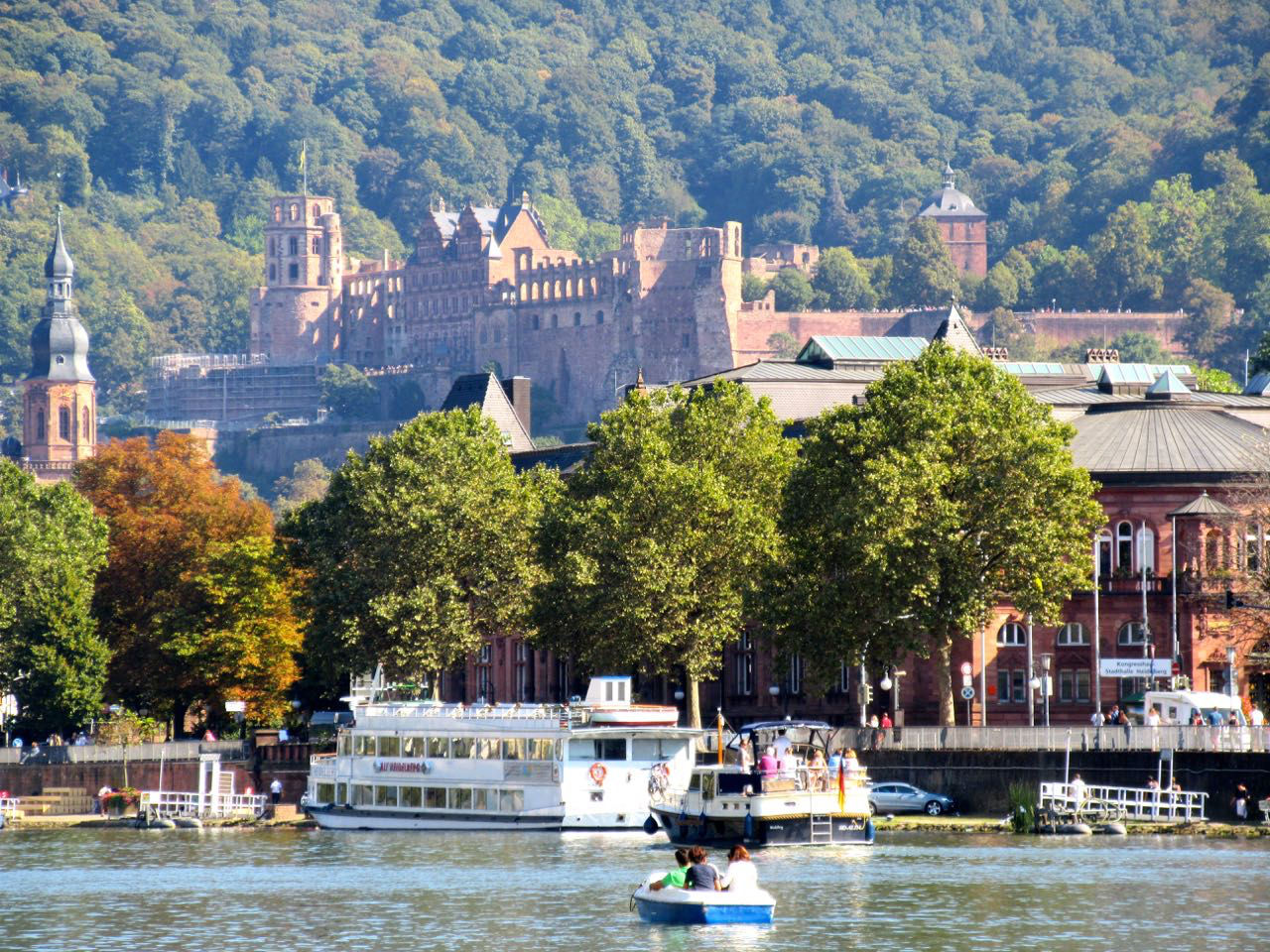
Heidelberger Schloss, Stadthalle und Neckar

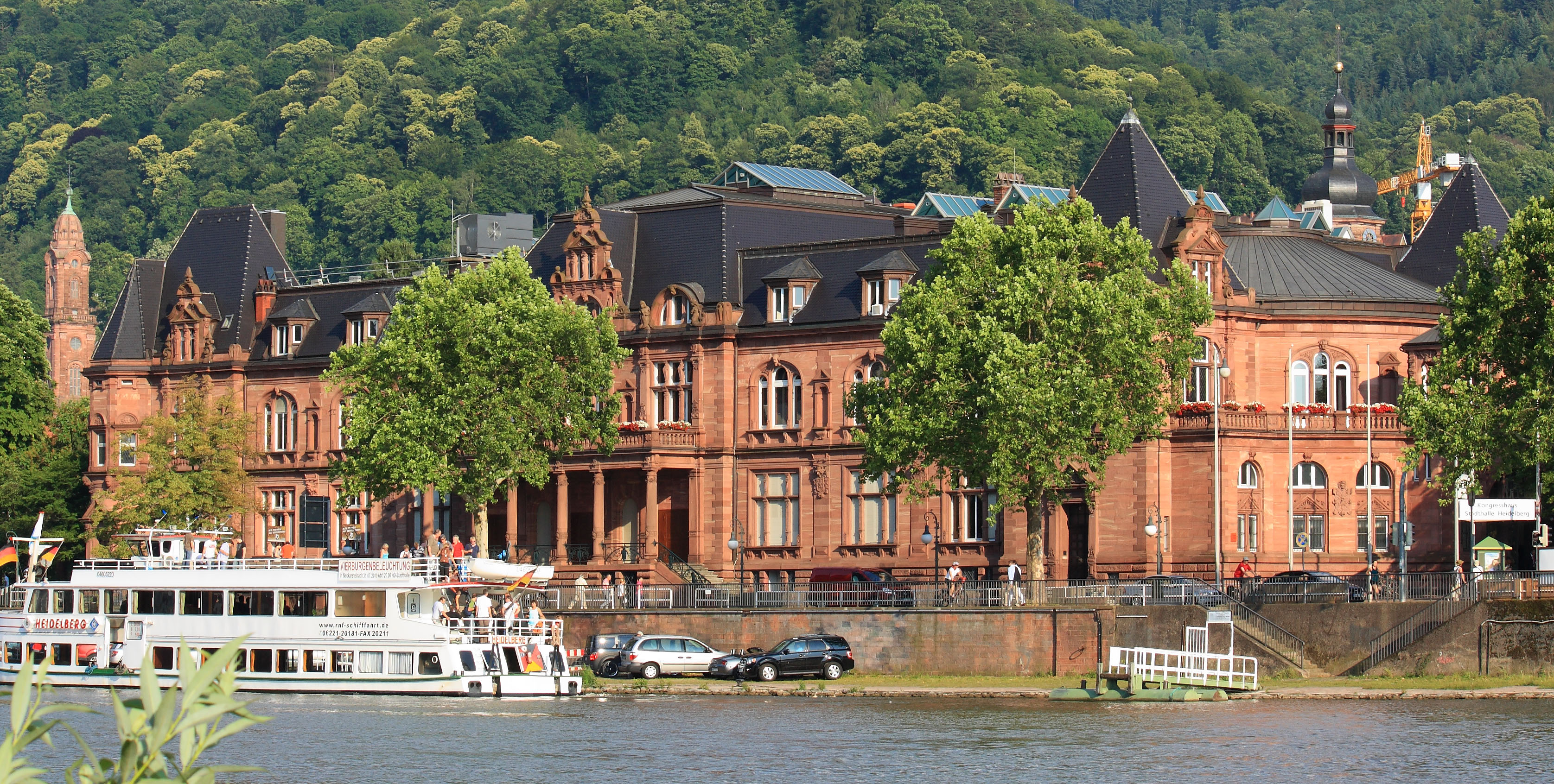
Heidelberger Stadthalle von der gegenüberliegenden Neckarseite aus

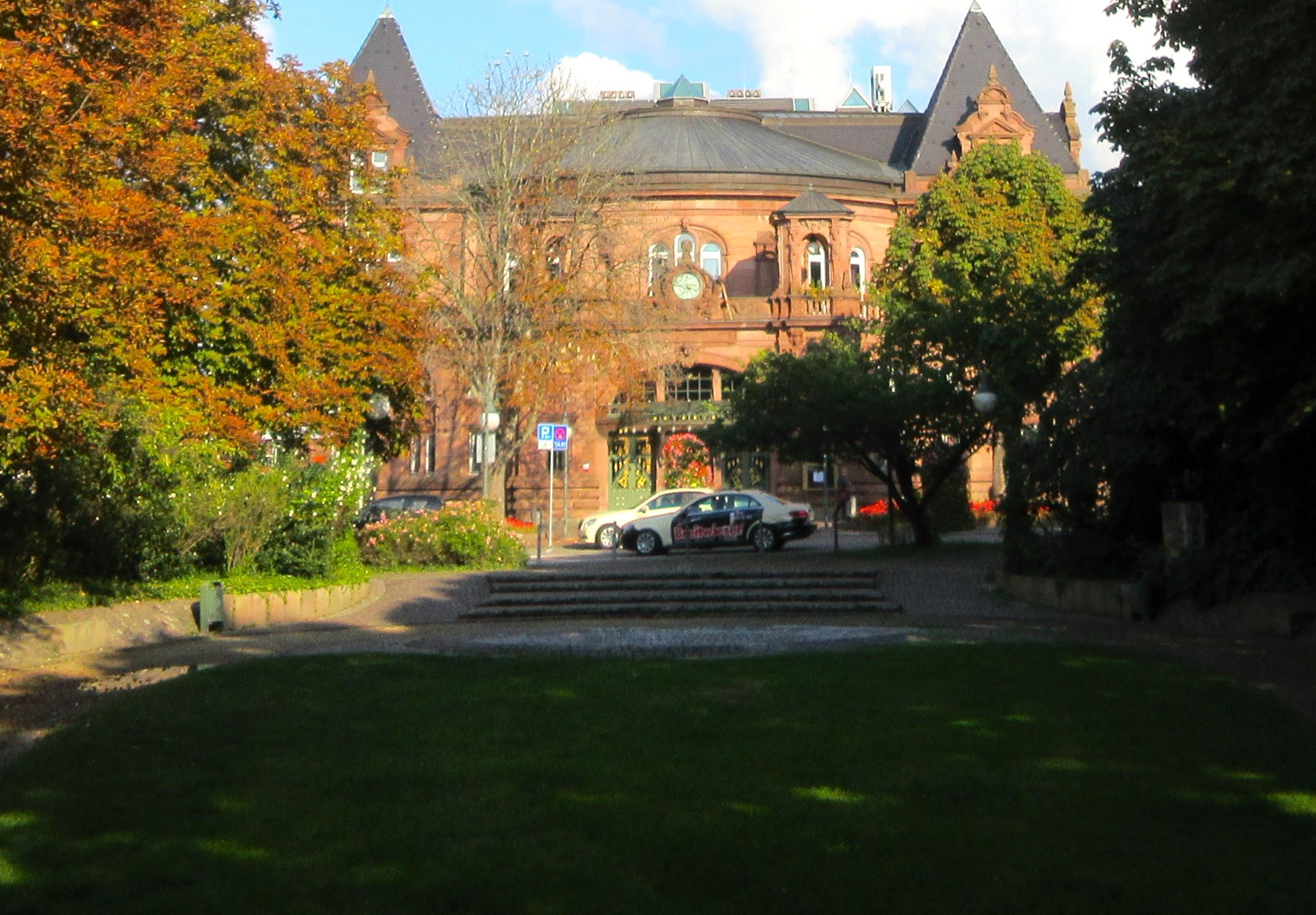
Die Fassade der Stadthalle mit dem Haupteingang von Westen aus gesehen

Die Stadthalle Heidelberg ist ein Kongress- und Kulturzentrum in der Altstadt Heidelberg am Neckarufer gelegen. Sie wurde erbaut nach den Plänen der Architekten Jakob Henkenhaf und Friedrich Ebert in den Jahren von 1901 bis 1903.

## Geschichte
Die stilistische Gestaltung der Stadthalle Heidelberg verbindet Elemente der Gründerzeit und Renaissancearchitektur mit Elementen des Jugendstils, insbesondere in der Gestaltung der Innenarchitektur. Sie wurde aus Anlass des hundertjährigen Jubiläums der Universitätsreform von 1803 als Versammlungs- und Festgebäude für die Bürgerschaft erbaut. Kern des Gebäudes ist der bis zu 2481 Personen Platz bietende Festsaal, der eine Konzertorgel aus der Werkstatt Voit vom Anfang des 20. Jahrhunderts enthält.
Das Kongresszentrum Rosengarten im benachbarten Mannheim ist ebenfalls ein Bauwerk dieser Epoche.
Das Gebäude wurde von 1979 bis 1980 originalgetreu restauriert.
Seit den 1990er Jahren gab es Pläne, am Hauptbahnhof ein Kongresszentrum zu bauen. Nachdem sich alle Pläne mit privaten Investoren zerschlagen hatten, beschloss Anfang 2010 der Heidelberger Gemeinderat, dass stattdessen die Stadthalle um einen Anbau erweitert werden solle. Er wäre neben die alte Stadthalle gebaut worden, die durch einen Übergang aus Glas angebunden worden wäre. Am 25. Juli 2010 wurden die Pläne für diesen Anbau durch einen Bürgerentscheid mit Zwei-Drittel-Mehrheit abgelehnt. Oberbürgermeister Würzner kündigte an, alle weiteren Planungen zu stoppen.
Nach langwierigen Diskussionen über geplante Sanierungsmaßnahmen und die zukünftige Gestaltung der Stadthalle erteilte das Regierungspräsidium Karlsruhe die Baugenehmigung für einen Umbau im Dezember 2021. Seitdem finden umfangreiche Umbau- und Sanierungsarbeiten statt, u. a. wurden die historischen Fenster restauriert, im Großen Saal Hubböden eingebaut, welche eine aufsteigende oder ebenerdige Anordnung der Sitzreihen ermöglichen, sowie nachträgliche Einbauten wie eine Zwischenwand hinter der Bühne und die schweren Bühnenvorhänge entfernt, welche die Akustik ungünstig beeinflussten. Der Heidelberger Unternehmer Wolfgang Marguerre stiftete für den Umbau 43,8 Millionen Euro.

## Voit-Orgel

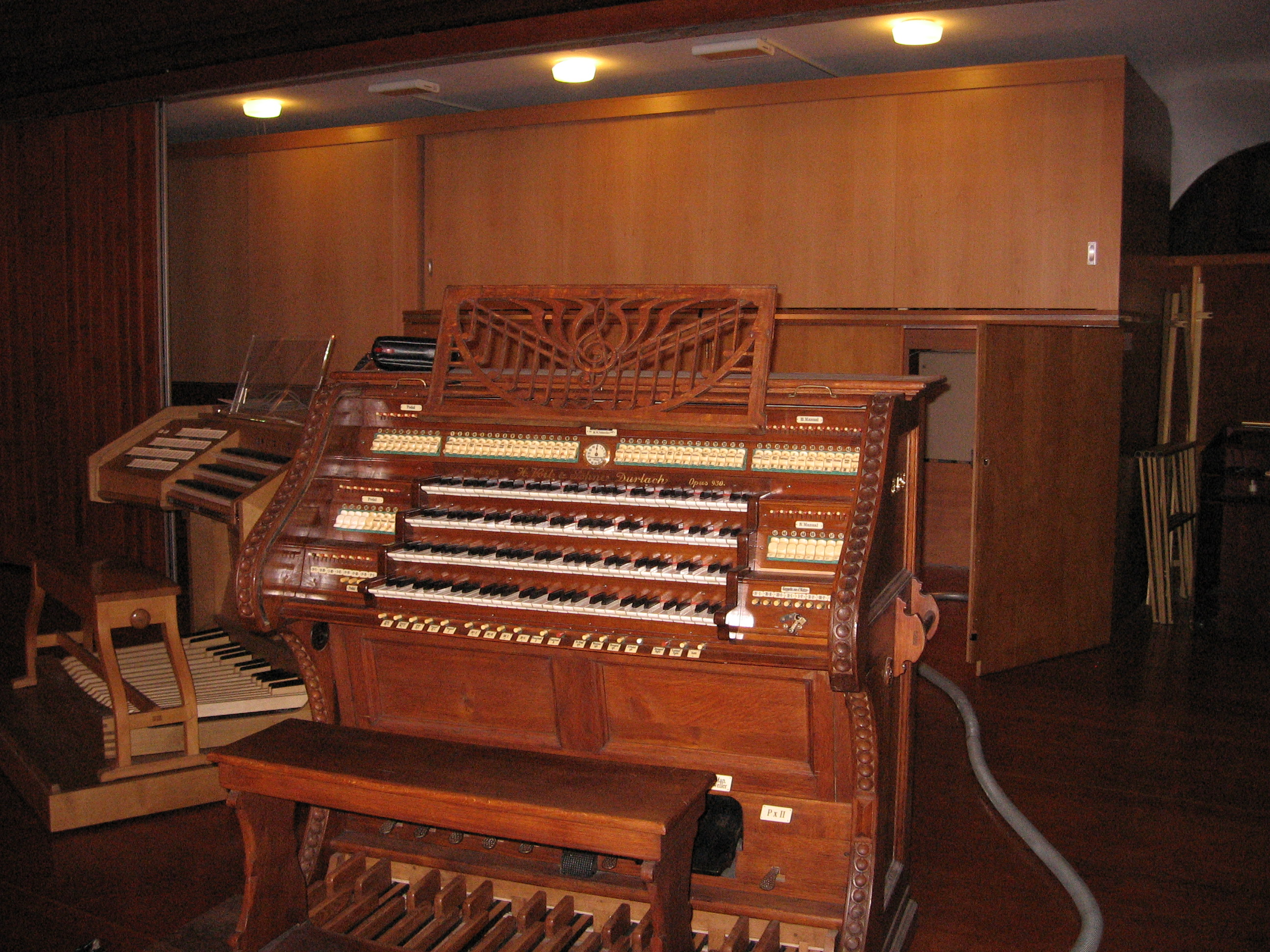
Historischer Spieltisch; im Hintergrund der neu erbaute Spieltisch

Die Orgel wurde 1903 von dem Orgelbauer Voit und Söhne (Durlach) erbaut, und 1993 von der Orgelbaufirma Vleugels umfassend restauriert. Dabei wurde ein neuer zusätzlicher Spieltisch gebaut, um zeitgemäße Maße und neuere technische Einrichtungen zur Verfügung zu haben und um den historischen Spieltisch zu schonen. Das Instrument hat 56 Register auf drei Manualen und Pedal. Im Originalspieltisch ist ein IV. Manual für das ursprünglich geplante Fernwerk eingebaut, welches allerdings nie realisiert wurde. Die Orgel gilt als die erste größere Orgel mit elektrischer Traktur und mit einem fahrbaren Spieltisch in Deutschland. Da sie in ihrer Substanz wenig angetastet war, zählt sie heute als Denkmalorgel. Eine Besonderheit dieser Orgel ist der sogenannte Generalschweller, welcher eine stufenlose Veränderung der Lautstärke des gesamten Werkes ermöglicht. Darüber hinaus kann das Pedal an das 2. Manual angekoppelt werden, was ebenfalls ungewöhnlich ist. Das Instrument hat folgende Disposition:
| I. Manual C–a3 |     |
| Prinzipal      | 16′ |
| Prinzipal      | 08′ |
| Tibia          | 08′ |
| Spitzflöte     | 08′ |
| Gamba          | 08′ |
| Gemshorn       | 08′ |
| Doppelgedackt  | 08′ |
| Flauto amabile | 04′ |
| Rohrflöte      | 04′ |
| Octave         | 04′ |
| Octave         | 02′ |
| Kornett III-V  | 08′ |
| Mixtur IV      | 02′ |
| Scharf III     | 02′ |
| Fagott         | 16′ |
| Tuba           | 08′ |
| Clarine        | 04′ |

| II. Manual C–a3  |       |
| Bordun           | 16′   |
| Salicional       | 16′   |
| Geigenprinzipal  | 08′   |
| Lieblich Gedackt | 08′   |
| Konzertflöte     | 08′   |
| Dulciana         | 08′   |
| Quintatön        | 08′   |
| Flauto dolce     | 04′   |
| Hohlflöte        | 04′   |
| Kleinprinzipal   | 04′   |
| Piccolo          | 02′   |
| Kornett III-V    | 08′   |
| Cymbal III       | 2 ⁄3′ |
| Trompete         | 08′   |
| Hoboe            | 04′   |

| III. Manual C–a3     |       |
| Quintatön            | 16′   |
| Flötenprinzipal      | 08′   |
| Zartflöte            | 08′   |
| Salicional           | 08′   |
| Unda maris           | 08′   |
| Aeoline              | 08′   |
| Vox coelestis        | 08′   |
| Violine              | 04′   |
| Traversflöte         | 04′   |
| Flautino             | 02′   |
| Harmonia aethera III | 2 ⁄3′ |
| Klarinette           | 08′   |

| Pedal C–f1    |     |
| Untersatz     | 32′ |
| Prinzipalbaß  | 16′ |
| Violonbaß     | 16′ |
| Subbaß        | 16′ |
| Gedacktbaß    | 08′ |
| Octavbaß      | 08′ |
| Cellobaß      | 08′ |
| Flötbaß       | 08′ |
| Superoctavbaß | 04′ |
| Bombarde      | 32′ |
| Posaune       | 16′ |
| Trompete      | 08′ |

- Koppeln:

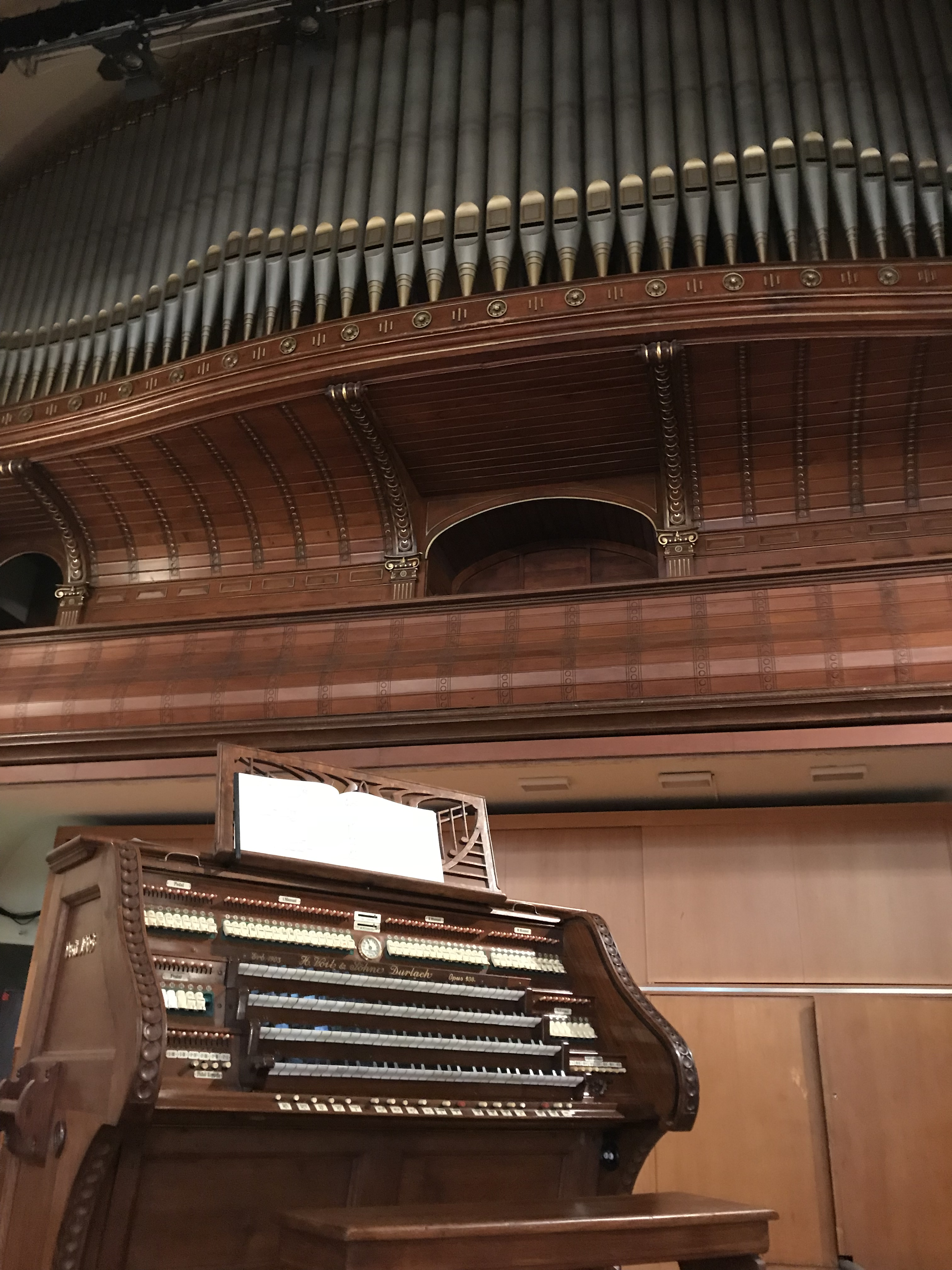
Originaler Spieltisch und Orgelprospekt

  - Normalkoppeln: II/I, III/I, III/II, I/P, II/P, III/P, P/II (Pedal-an-Manualkoppel)
  - Suboktavkoppeln: II/I, III/I
  - Superoktavkoppeln: I/I, II/I, III/I
- Spielhilfen:
  - 2 freie Kombinationen (Originalspieltisch), Setzeranlage (neuer Spieltisch), feste Kombinationen, Labialtutti, Zungentutti, Generaltutti, Tutti; Crescendowalze, Koppeln aus der Walze, Zungen ab, Automatisches Pianopedal, Generalschweller